# Kansas zászlaja
A zászlót 1925-ben tervezték meg és 1927. március 23-án adoptálták, még a KANSAS felirat nélkül. (A felirat 1961-ben került a zászlóra.) A napraforgó az állam jelképe; a koszorú a Louisianai vásárlási egyezményre utal, a 34 csillag pedig azt jelzi, hogy Kansas volt a 34. állam, amelyet felvettek az Unióba.
Az állam mottója – „Nehézségeken át a csillagokig” – azokat a politikai megpróbáltatásokat idézi, amelyeken az Unióhoz történő csatlakozás előtt Kansasnak át kellett esnie. A lóval szántó farmer a mezőgazdaság jelképe, az állam jólétének zálogáé, a gőzhajó pedig a kereskedelem szimbóluma.
Kansas múltjára utal a telepes faháza, a nyugatra tartó ökrös szekerek, a visszavonuló bölénycsorda és a bölényeket lóháton üldöző két indián alakja.